# Lindenia tetraphylla
Lindenia tetraphylla – gatunek ważki z rodziny gadziogłówkowatych (Gomphidae); jedyny przedstawiciel rodzaju Lindenia. Występuje od wschodniej Hiszpanii na wschód po Azję Środkową, Afganistan i Pakistan. Odnotowano też kilka stwierdzeń w krajach Maghrebu – w Algierii (tamtejsza populacja wymarła) i Tunezji.